# Троицкое (Чеховский район)
Троицкое (ранее Ордынцы, Ардынцы) — посёлок городского типа (до 2024 года — село) в Чеховском районе Московской области. До 2017 года населенный пункт являлся административным центром муниципального образования сельское поселение Любучанское (до 29 ноября 2006 года — центр Любучанского сельского округа).
В 2024 году село преобразовано в посёлок городского типа.

## Описание
Троицкое расположено примерно в 21 км (по шоссе) на северо-восток от Чехова, на безымянной речке бассейна реки Рожайка (правый приток реки Пахры), высота центра населенного пункта над уровнем моря — 167 м.
На 2016 год в Троицком зарегистрировано 7 улиц, 1 квартал, 3 гск и 8 садовых товариществ.
В поселке имеются детский сад, средняя школа, амбулатория, почтовое отделение, психиатрическая больница № 5, открытая в июле 1907 года. 
Действуют Троицкая церковь 1713 года постройки и церковь Сергия Радонежского в психиатрической больнице. 
Поселок связан автобусным сообщением с райцентром и соседними населёнными пунктами.

## УсадьбаТроицкое-Ордынцы
Старинная вотчина дворян Шишкиных. Во второй половине XVIII века усадьбой владел поручик В.Л. Клокачёв (женатый на А.В. Шишкиной). В конце столетия помещик А.Я. Маслов (женатый на М.В. Шишкиной), затем его дочь княжна М.А. Оболенская. До середины XIX века её муж попечитель Московского учебного округа князь А.П. Оболенский и до начала XX века его наследники. 
Позже в усадьбе разместилась земская лечебница для душевно больных. 
Сохранились: переделанный, двухэтажный главный дом XIX века, храм - Троицкая церковь 1712 года в стиле московского барокко, возведенная на средства воеводы, стольника Юрия Федоровича Шишкина, с переделками XIX века.

## Население
| 1979 | 2002  | 2006  | 2010  | 2021  |
| ---- | ----- | ----- | ----- | ----- |
| 6821 | ↘4586 | ↗4827 | ↗4873 | ↗5349 |